# Kanarraville (Utah)
Kanarraville es una localidad del condado de Iron, estado de Utah, Estados Unidos. Según el censo de 2000 la población era de 311 habitantes.

## Geografía
Kanarraville se localiza en las coordenadas 37°32′11″N 113°10′57″O / 37.53639, -113.18250.
Se encuentra en las estribaciones de los Acantilados Hurricane, en la frontera oriental de la ciudad.
Según la oficina del censo de Estados Unidos, la localidad tiene una superficie total de 1,2 km². No tiene superficie cubierta de agua.
- Datos: Q483692
- Multimedia: Kanarraville, Utah / Q483692